# Khí hậu Sao Hỏa

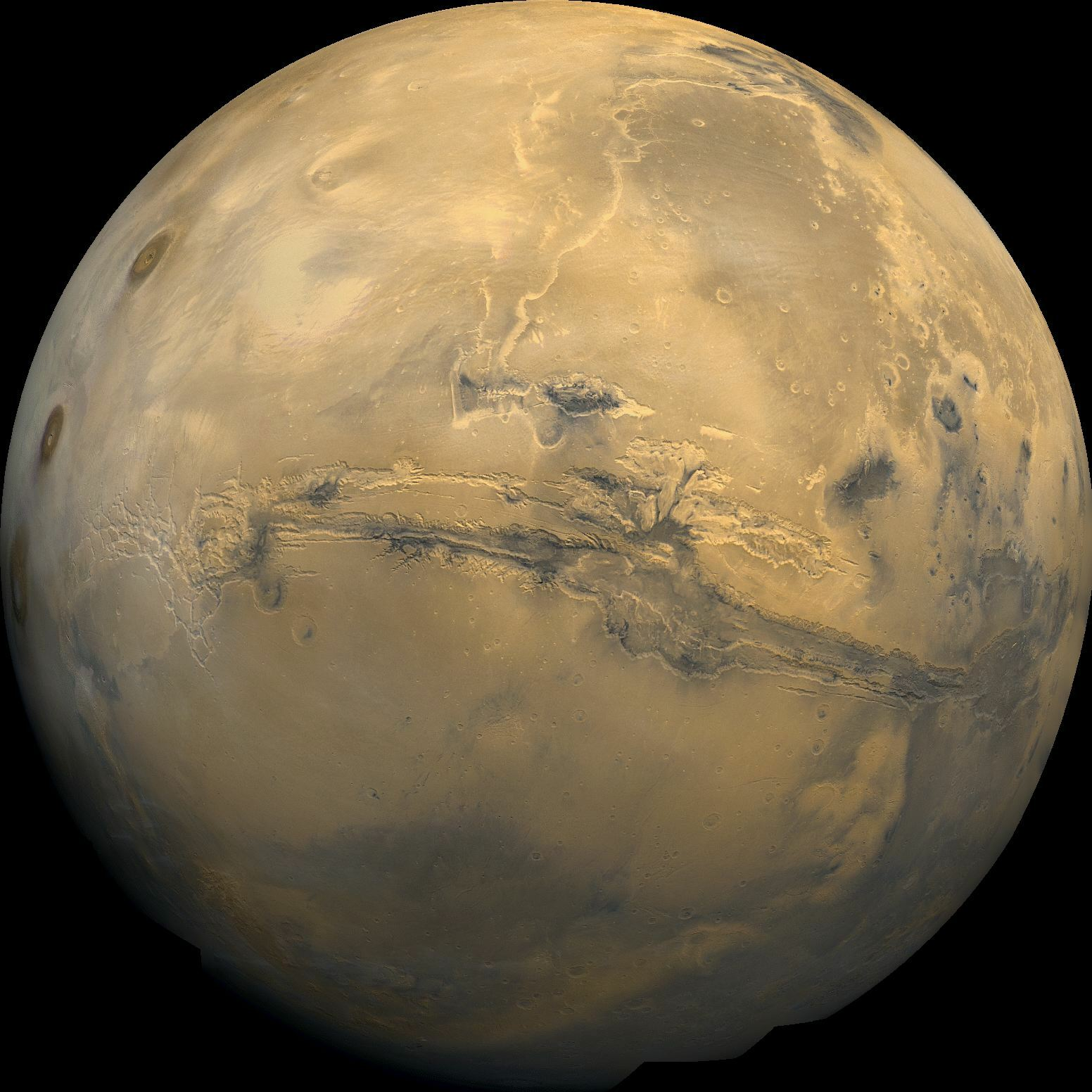
Hình ảnh của Sao Hỏa, được ghép lại từ 102 ảnh chụp riêng lẻ bởi tàu quỹ đạo Viking 1 vào năm 1980.

Khí hậu Sao Hỏa là các thống kê đo lường về thời tiết trên Sao Hỏa - một vấn đề khoa học đã được quan tâm trong nhiều thế kỷ, một phần bởi vì Sao Hỏa là hành tinh đất đá duy nhất ngoài Trái Đất có bề mặt có thể quan sát trực tiếp được từ Trái Đất nhờ sự trợ giúp của kính thiên văn.
Mặc dù Sao Hỏa nhỏ hơn Trái Đất, với khối lượng chỉ bằng 11% khối lượng Trái Đất, và cách xa Mặt Trời hơn khoảng 50% so với Trái Đất, khí hậu của hành tinh này có những điểm tương đồng quan trọng so với Trái Đất, chẳng hạn như có băng ở cực, những thay đổi theo mùa và sự hiện diện của các kiểu thời tiết. Sao Hỏa đã được các nhà địa cầu học và nhà khí hậu học nghiên cứu. Tuy khí hậu của Sao Hỏa có sự tương đồng với Trái Đất, bao gồm cả thời kỳ băng hà, cũng có những sự khác biệt quan trọng, chẳng hạn như quán tính nhiệt độ thấp hơn nhiều. Ngoài ra, khí quyển Sao Hỏa có chiều cao khoảng 11 km (36.000 ft), cao hơn 60% so với khí quyển Trái Đất.
Khí hậu có liên quan đáng kể đến vấn đề liệu có tồn tại sự sống trên hành tinh. Khí hậu Sao Hỏa đã nhận được sự quan tâm báo giới, do các phép đo của NASA cho thấy sự thăng hoa của băng đã tăng lên ở một vùng nằm gần cực. Kết quả này đã dẫn tới một số thông tin lan truyền trong báo giới rằng Sao Hỏa đang trải qua một giai đoạn nóng lên toàn cầu, mặc dù nhiệt độ trung bình của Sao Hỏa đã giảm trong những thập kỷ gần đây, và vùng băng ở cực đang lan ra rộng hơn.
Sao Hỏa đã được quan sát bởi các dụng cụ trên Trái Đất từ thế kỷ 17, nhưng những quan sát ở cự ly gần chỉ có được khi các cuộc thăm dò Sao Hỏa bắt đầu vào giữa thập niên 1960. Các tàu vũ trụ bay qua hoặc bay trên quỹ đạo quanh Sao Hỏa đã cung cấp các dữ liệu quan sát bên trên bề mặt, trong khi đó, các phép đo trực tiếp trong khí quyển được cung cấp bởi một số thiết bị đổ bộ và tự hành trên hành tinh này. Các thiết bị quan trắc bay trên quỹ đạo quanh Trái Đất ngày nay tiếp tục cung cấp một số quan sát về các hiện tượng thời tiết ở quy mô toàn bề mặt Sao Hỏa.
Chuyến bay đầu tiên đến Sao Hỏa là Mariner 4 từ năm 1965. Chuyến bay này chỉ cung cấp dữ liệu quan sát trong hai ngày (14 và 15 tháng 7 năm 1965) và đóng góp rất hạn chế cho hiểu biết về khí hậu Sao Hỏa. Các nhiệm vụ Mariner sau đó (Mariner 6 và Mariner 7) đã bổ sung thêm một số thông tin cơ bản về khí hậu. Các nghiên cứu về khí hậu dựa trên dữ liệu thực sự bắt đầu với chương trình Viking vào năm 1975 và tiếp tục với các cuộc thăm dò khác, như với tàu Mars Reconnaissance Orbiter.
Các quan sát này đã được bổ trợ bởi tính toán mô phỏng khoa học trên máy tính, nổi tiếng nhất là mô hình tuần hoàn tổng quát Sao Hỏa (viết tắt là MGCM). Việc thực thi những vòng lặp khác nhau trên MGCM đã cung cấp thêm hiểu biết về Sao Hỏa cũng như các hạn chế của mô hình MGCM.

## Lịch sử quan sát
Vào năm 1704, Giacomo Maraldi đã phát hiện ra rằng vùng băng ở quanh cực nam của Sao Hỏa có tâm không nằm trên trục quay của hành tinh này. Khi Sao Hỏa nằm ở vị trí xung đối vào năm 1719, Maraldi đã quan sát thấy cả hai vùng băng ở hai cực và sự biến đổi kích thước của các vùng băng này theo thời gian.
William Herschel là người đầu tiên tính toán ra mật độ thấp của khí quyển Sao Hỏa trong bài báo On the remarkable appearances at the polar regions on the planet Mars, the inclination of its axis, the position of its poles, and its spheroidal figure; with a few hints relating to its real diameter and atmosphere (tạm dịch Về vẻ ngoài của vùng cực Sao Hỏa, độ nghiêng trục quay, vị trí cực, mức độ hình cầu; với các gợi ý về đường kính thực của khí quyển), năm 1784 của ông. Khi Sao Hỏa dường như đi qua phía trước hai ngôi sao mờ mà không ảnh hưởng đến độ sáng của chúng, Herschel đã kết luận chính xác điều đó có nghĩa là có ít khí quyển xung quanh Sao Hỏa cản trở ánh sáng của chúng.
Việc phát hiện ra "những đám mây vàng" trên bề mặt của Sao Hỏa, vào năm 1809, bởi Honore Flaugergues, được coi là sự quan sát đầu tiên về các cơn bão bụi Sao Hỏa. Flaugergues cũng đã quan sát thấy sự thu nhỏ của vùng băng ở cực, vào năm 1813, trong mùa xuân ở Sao Hỏa. Sự suy đoán của ông rằng điều này có nghĩa là Sao Hỏa nóng hơn Trái Đất đã được chứng minh là không chính xác.

## Khí hậu Sao Hỏa trong quá khứ
Có hai hệ thống xác định thời gian địa chất cho Sao Hỏa. Hệ thống thứ nhất dựa trên mật độ miệng hố va chạm, và được chia làm ba thời kỳ: Noachian, Hesperian, và Amazonian. Hệ thống còn lại sử dụng các đặc điểm khoáng vật học, cũng có ba thời kỳ: Phyllocian, Theikian, và Siderikian.
Những quan sát và mô phỏng gần đây đang cung cấp thông tin không chỉ về hiện trạng khí hậu trên Sao Hỏa mà còn về quá khứ của nó. Khí quyển Sao Hỏa từ lâu đã được giả thuyết Noachia cho rằng là giàu cacbon dioxide. Tuy nhiên, các quan sát gần đây về sự lắng đọng của khoáng vật đất sét trên Sao Hỏa và hiểu biết về các điều kiện hình thành đất sét đã cho thấy rằng có rất ít cacbonat có trong đất sét của thời đại đó. Sự hình thành đất sét trong môi trường giàu carbon dioxide luôn luôn đi kèm với sự hình thành cacbonat, mặc dù cacbonat sau này có thể được hòa tan bằng axit có trong núi lửa. Như vậy, trong quá khứ khí quyển Sao Hỏa có thể không phải là môi trường giàu carbon dioxide.
Việc khám phá ra các khoáng chất được hình thành trong môi trường nước trên Sao Hỏa bao gồm hematit và jarosite, bởi xe tự hành Opportunity, và goethite, bởi xe tự hành Spirit, đã dẫn đến kết luận rằng các điều kiện khí hậu trong quá khứ đã cho phép nước chảy tự do trên Sao Hỏa. Hình thái học của một số hố va chạm trên Sao Hỏa cho thấy mặt đất bị ướt khi xảy ra va chạm. Các quan sát địa hình về tốc độ ăn mòn cảnh quan cũng như các mạng lưới thung lũng Sao Hỏa cũng gợi ý rằng Sao Hỏa ở thời kỳ Noachian, khoảng 4 tỷ năm trước, là ấm hơn và ẩm ướt hơn. Tuy nhiên, phân tích hóa học của các mẫu thiên thạch Sao Hỏa cho thấy nhiệt độ bề mặt của Sao Hỏa dường như thấp hơn 0 °C trong bốn tỷ năm qua.
Một số nhà khoa học cho rằng khối lượng lớn của núi lửa Tharsis đã có ảnh hưởng lớn đến khí hậu của Sao Hỏa. Sự phun trào các núi lửa sinh ra lượng khí lớn, chủ yếu là hơi nước và CO2. Khí được phun ra từ các núi lửa có thể đủ nhiều để tạo nên bầu khí quyển Sao Hỏa trong quá khứ dày đặc hơn cả Trái Đất. Các núi lửa cũng có thể đã phun ra lượng nước đủ để bao phủ bề mặt Sao Hỏa trong một đại dương nước với độ sâu 120 m (390 ft). CO2 là một chất khí hiệu ứng nhà kính, làm tăng nhiệt độ của hành tinh này, bằng cách hấp thụ bức xạ hồng ngoại. Vì vậy, núi lửa Tharsis, bằng cách thải CO2, có thể làm cho Sao Hỏa giống Trái Đất hơn trong quá khứ. Sao Hỏa đã từng có bầu khí quyển dày và ấm hơn, và các đại dương hoặc hồ nước có thể đã xuất hiện. Tuy nhiên, rất khó để xây dựng một mô hình khí hậu toàn cầu cho Sao Hỏa trong đó có nhiệt độ trên 0 °C tại một thời điểm nào đó trong quá khứ, mặc dù có thể khó khăn chỉ đơn giản nằm ở các vấn đề trong việc hiệu chuẩn các tham số của mô hình.

## Thời tiết

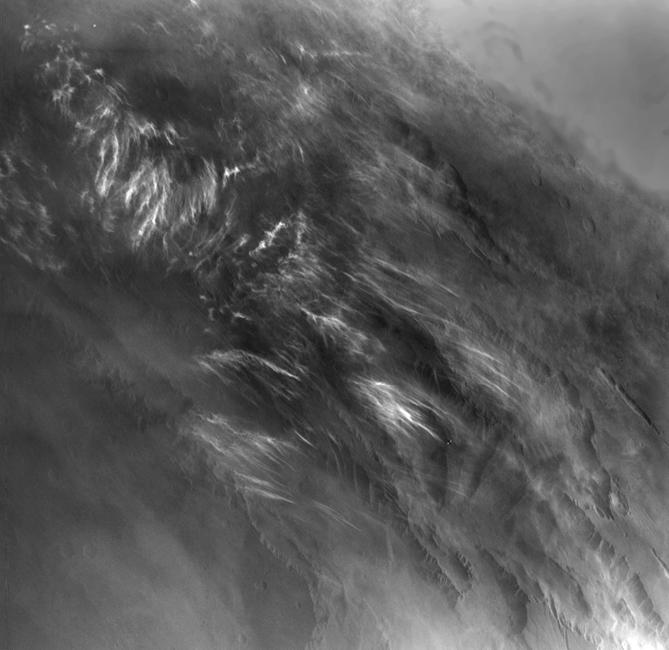
Đám mây xuất hiện vào buổi sáng ở Sao Hỏa, chụp năm 1976 bởi tàu quỹ đạo Viking 1

Nhiệt độ và sự lưu thông khí quyển của Sao Hỏa thay đổi năm này qua năm khác, tương tự như với bất kỳ hành tinh nào có bầu khí quyển. Sao Hỏa thiếu các đại dương, một nguồn tạo ra biến đổi khí hậu trong năm trên Trái Đất.
Vào ngày 29 tháng 9 năm 2008, tàu đổ bộ Phoenix đã chụp hình tuyết rơi từ những đám mây cách chỗ hạ cánh gần hố va chạm Heimdal 4,5 km. Lượng tuyết này đã bị bốc hơi trước khi chạm đất, một hiện tượng gọi là phiên trạng (virga).

## Mây

Hoạt hình, ghép từ nhiều ảnh chụp của các đám mây băng di chuyển bên trên tàu đổ bộ Phoenix trong khoảng thời gian mười phút (ngày 29 tháng 8 năm 2008).

Bão bụi trên Sao Hỏa có thể thổi hạt bụi nhỏ bay lơ lửng trong bầu khí quyển, và những đám mây có thể hình thành khi các chất ngưng tụ bám vào các hạt bụi này. Những đám mây này có thể hình thành rất cao, lên đến 100 km (62 dặm) trên hành tinh này. Những đám mây rất mờ nhạt và chỉ có thể nhìn thấy phản chiếu ánh nắng Mặt Trời trên nền tối của bầu trời đang chuyển về đêm. Về mặt này, chúng trông giống như các đám mây ở tầng trung lưu khí quyển Trái Đất, còn gọi là mây dạ quang, ở độ cao khoảng 80 km (50 dặm).

## Nhiệt độ
Các phép đo nhiệt độ Sao Hỏa đã có từ trước Thời đại Không gian. Tuy nhiên, các dụng cụ và kỹ thuật của thiên văn vô tuyến thời kỳ đầu đã cho ra những kết quả có độ chính xác không cao và mâu thuẫn nhau.  Các tàu vũ trụ đầu tiên bay ngang qua Sao Hỏa, như Mariner 4, và các tàu vũ trụ bay trên quỹ đạo quanh Sao Hỏa sau này, sử dụng kỹ thuật che khuất thiên thể vô tuyến để thực hiện các phép đo vật lý khí quyển tầng cao. Với thông tin về thành phần hóa học của khí quyển đã được suy luận từ quang phổ, nhiệt độ và áp suất cũng có thể được tính toán từ các thông tin này. Tuy nhiên, các phép đo bằng kỹ thuật che khuất thiên thể của các tàu vũ trụ bay ngang qua chỉ xác định được các tính chất dọc theo hai xuyên hoạt tuyến, là các đường truyền đi ngang qua khí quyển của sóng vô tuyến từ nguồn phát, trên các tàu vũ trụ bay ngang qua, đến các máy đo, ở Trái Đất. Các phép viễn thám này cho kết quả đo tức thời, tại những vùng nhất định, vào những thời điểm nhất định. Các tàu vũ trụ bay trên quỹ đạo, với thời gian hoạt động quanh Sao Hỏa lâu hơn, cung cấp nhiều xuyên hoạt tuyến hơn. Các chuyến bay sau đó, bắt đầu từ Mariner 6 và 7, và Mars 2, Mars 3, mang theo các thiết bị hồng ngoại để đo năng lượng bức xạ. Mariner 9 đã lần đầu tiên đưa vào quỹ đạo Sao Hỏa bức xạ kế và phổ kế hồng ngoại, năm 1971, cùng với các thiết bị khác và máy phát vô tuyến.  Viking 1 và 2 sau đó, mang theo Máy lập bản đồ Nhiệt Hồng ngoại (IRTM). Các tàu vũ trụ này đã có thể xác nhận các kết quả viễn thám trước đó, không chỉ nhờ vào các phép đo tại bề mặt bởi các cột đo lường trên thiết bị đổ bộ, mà còn dựa trên các cảm biến nhiệt độ và áp suất ở độ cao lớn hơn trong quá trình hạ cánh.
Các kết quả khác nhau về nhiệt độ trung bình tại bề mặt Sao Hỏa đã được báo cáo, với giá trị phổ biến là vào khoảng −55 °C (218 K; −67 °F). Nhiệt độ bề mặt có thể lên tới khoảng 20 °C (293 K, 68 °F) vào buổi trưa, ở đường xích đạo, và có thể xuống tới khoảng -153 °C (120 K, -243 °F) ở các cực. Nhiệt độ thực tế tại vị trí của tàu đổ bộ Viking nằm trong khoảng -17.2 °C (256.0 K, 1.0 °F) đến -107 °C (166 K, -161 °F). Nhiệt độ đất ấm nhất được ước tính bởi tàu quỹ đạo Viking là 27 °C (300 K, 81 °F). Xe tự hành Spirit đã ghi nhận nhiệt độ không khí tối đa ban ngày trong bóng râm vào khoảng 35 °C (308 K, 95 °F) và thường xuyên đo được nhiệt độ trên 0 °C (273 K, 32 °F), trừ mùa đông.
Đã có các báo cáo với nội dung "nhiệt độ không khí buổi tối vào mùa xuân và đầu mùa hè ở bán cầu bắc là gần như giống nhau, qua từng năm, trong khoảng sai số ±1 °C" tuy vậy "nhiệt độ trung bình ban ngày thay đổi từng năm, và dao động với biên độ lên đến 6 °C vào các mùa này. Sự khác nhau về biến thiên qua từng năm của nhiệt độ ngày và đêm như vậy là bất ngờ và chưa tìm được nguyên nhân để lý giải. Với mùa xuân và hè ở bán cầu nam, sự biến đổi được gây ra bởi các cơn bão bụi, làm tăng nhiệt độ thấp của ban đêm và giảm nhiệt độ cao nhất trong ngày. Bão bụi, do đó, làm giảm nhiệt độ trung bình của bề mặt (giảm khoảng 20 °C), và làm tăng nhiệt độ của các tầng khí quyển bên trên (tăng khoảng 30 °C).
Trước và sau các nhiệm vụ thám hiểm Viking, các kết quả quan trắc mới hơn và tiên tiến hơn về nhiệt độ của Sao Hỏa đã được thực hiện trên Trái Đất bằng phổ học vi sóng. Vì chùm tia vi sóng phát từ Trái Đất, với độ mở dưới 1 phút cung, sẽ bao trùm toàn bộ Sao Hỏa, kết quả đo là trung bình toàn cầu của Sảo Hỏa.  Các cuộc thăm dò sau đó, gồm Phổ kế Phát xạ Nhiệt của Mars Global Surveyor và, ở một chừng mực nào đó, THEMIS của 2001 Mars Odyssey đã không chỉ lặp lại được các kết quả đo nhiệt hồng ngoại, mà còn giúp tích hợp và đối sánh các kết quả đo của các tàu đổ bộ, xe tự hành trên Sao Hỏa với dữ liệu vi sóng trên Trái Đất. Thiết bị Viễn thám Khí hậu Sao Hỏa trên tàu quỹ đạo Mars Reconnaissance đã có thể suy ra cấu trúc thẳng đứng của khí quyển. Các dữ liệu thu được "gợi ý rằng trong những thập kỷ gần đây, khí quyển Sao Hỏa lạnh hơn và chứa ít bụi hơn so với thời điểm của nhiệm vụ thám hiểm Viking," dù cho các số liệu từ nhiệm vụ Viking đã từng được xem xét lại và điều chỉnh xuống thấp hơn.  Dữ liệu từ thiết bị TES cho thấy "nhiệt độ khí quyển toàn cầu của Sao Hỏa vào năm 1997 là thấp hơn khoảng 10–20 K so với thời điểm ở cận điểm quỹ đạo vào năm 1977" và "khí quyển Sao Hỏa ở viễn điểm quỹ đạo là lạnh hơn, ít bụi hơn, và nhiều mây hơn so với số liệu khí hậu học của Viking," một lần nữa cũng đã tính đến các tính toán điều chỉnh lại của Wilson và Richardson.
Các kết quả so sánh sau đó, trong khi công nhận rằng "các đo đạc bằng vi sóng dường như đại diện nhất cho nhiệt độ thực tế của Sao Hỏa," đã cố gắng để kết nối các số liệu đo lường không liên tục của các tàu vũ trụ. Không có xu hướng nào, cho nhiệt độ trung bình toàn cầu, đã có thể được rút ra, từ thời điểm của nhiệm vụ Viking đến thời điểm của Mars Global Surveyor (MGS). "Nhiệt độ đo bởi Viking và MGS là gần như tương đồng, gợi ý rằng các thời kỳ Viking và MGS tương ứng với các trạng thái khí hậu giống nhau." "Một sự phân đôi mạnh" tồn tại giữa bắc và nam bán cầu, một "mẫu hình rất bất đối xứng trong chu kỳ khí hậu hàng năm của Sao Hỏa: mùa xuân và mùa hè ở bắc bán cầu lạnh và ít bụi, nhiều hơi nước và mây băng; còn mùa hè nam bán cầu, giống như đã được quan sát bởi Viking, có nhiệt độ ấm hơn, ít hơi nước và băng, và nhiều bụi hơn."
| Dữ liệu khí hậu của hố va chạm Gale (2012–2015)                      | Dữ liệu khí hậu của hố va chạm Gale (2012–2015) | Dữ liệu khí hậu của hố va chạm Gale (2012–2015) | Dữ liệu khí hậu của hố va chạm Gale (2012–2015) | Dữ liệu khí hậu của hố va chạm Gale (2012–2015) | Dữ liệu khí hậu của hố va chạm Gale (2012–2015) | Dữ liệu khí hậu của hố va chạm Gale (2012–2015) | Dữ liệu khí hậu của hố va chạm Gale (2012–2015) | Dữ liệu khí hậu của hố va chạm Gale (2012–2015) | Dữ liệu khí hậu của hố va chạm Gale (2012–2015) | Dữ liệu khí hậu của hố va chạm Gale (2012–2015) | Dữ liệu khí hậu của hố va chạm Gale (2012–2015) | Dữ liệu khí hậu của hố va chạm Gale (2012–2015) | Dữ liệu khí hậu của hố va chạm Gale (2012–2015) |
| Tháng                                                                | 1                                               | 2                                               | 3                                               | 4                                               | 5                                               | 6                                               | 7                                               | 8                                               | 9                                               | 10                                              | 11                                              | 12                                              | Năm                                             |
| -------------------------------------------------------------------- | ----------------------------------------------- | ----------------------------------------------- | ----------------------------------------------- | ----------------------------------------------- | ----------------------------------------------- | ----------------------------------------------- | ----------------------------------------------- | ----------------------------------------------- | ----------------------------------------------- | ----------------------------------------------- | ----------------------------------------------- | ----------------------------------------------- | ----------------------------------------------- |
| Cao kỉ lục °C (°F)                                                   | 6 (43)                                          | 6 (43)                                          | 1 (34)                                          | 0 (32)                                          | 7 (45)                                          | 14 (57)                                         | 20 (68)                                         | 19 (66)                                         | 7 (45)                                          | 7 (45)                                          | 8 (46)                                          | 8 (46)                                          | 20 (68)                                         |
| Trung bình ngày tối đa °C (°F)                                       | −7 (19)                                         | −18 (0)                                         | −23 (−9)                                        | −20 (−4)                                        | −4 (25)                                         | 0.0 (32.0)                                      | 2 (36)                                          | 1 (34)                                          | 1 (34)                                          | 4 (39)                                          | −1 (30)                                         | −3 (27)                                         | −5.7 (21.7)                                     |
| Tối thiểu trung bình ngày °C (°F)                                    | −82 (−116)                                      | −86 (−123)                                      | −88 (−126)                                      | −87 (−125)                                      | −85 (−121)                                      | −78 (−108)                                      | −76 (−105)                                      | −69 (−92)                                       | −68 (−90)                                       | −73 (−99)                                       | −73 (−99)                                       | −77 (−107)                                      | −78.5 (−109.3)                                  |
| Thấp kỉ lục °C (°F)                                                  | −95 (−139)                                      | −127 (−197)                                     | −114 (−173)                                     | −97 (−143)                                      | −98 (−144)                                      | −125 (−193)                                     | −84 (−119)                                      | −80 (−112)                                      | −78 (−108)                                      | −79 (−110)                                      | −83 (−117)                                      | −110 (−166)                                     | −127 (−197)                                     |
| Nguồn: Centro de Astrobiología, Mars Weather, NASA Quest, SpaceDaily |                                                 |                                                 |                                                 |                                                 |                                                 |                                                 |                                                 |                                                 |                                                 |                                                 |                                                 |                                                 |                                                 |

## Tính chất và quá trình khí quyển

### Gió
Bề mặt của Sao Hỏa có quán tính nhiệt rất thấp, có nghĩa là nó nóng nhanh chóng khi mặt trời chiếu sáng trên nó. Sự thay đổi nhiệt độ hàng ngày điển hình, cách xa các vùng cực, khoảng 100 K. Trên Trái Đất, gió thường phát triển ở những nơi mà quán tính nhiệt thay đổi đột ngột, chẳng hạn như từ biển này sang đất khác. Không có biển trên Sao Hỏa, nhưng có những khu vực mà quán tính nhiệt của đất thay đổi, dẫn đến gió buổi sáng và buổi tối giống như làn gió biển trên Trái Đất.

### Mây hình khuyết

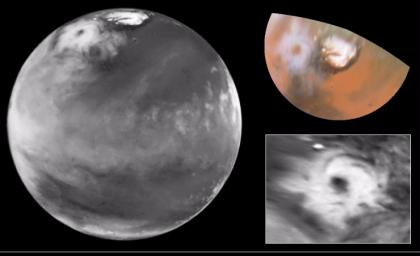
Chế độ xem các đám mây cực khổng lồ trên Sao Hỏa.

Một đám mây hình khuyết lớn xuất hiện trong vùng cực Bắc của Sao Hỏa cùng thời gian trong mỗi năm của sao Hỏa và có cùng kích cỡ. Nó được tạo thành vào buổi sáng và tan rã vào buổi chiều của sao Hỏa. Đường kính ngoài của đám mây là khoảng 1.600 km (1.000 dặm), và lỗ bên trong hoặc trung tâm là 320 km (200 dặm) trên. Đám mây được cho là có nước đá, vì vậy nó có màu trắng, không có nhiều bão bụi phổ biến hơn.

### Khí Metan

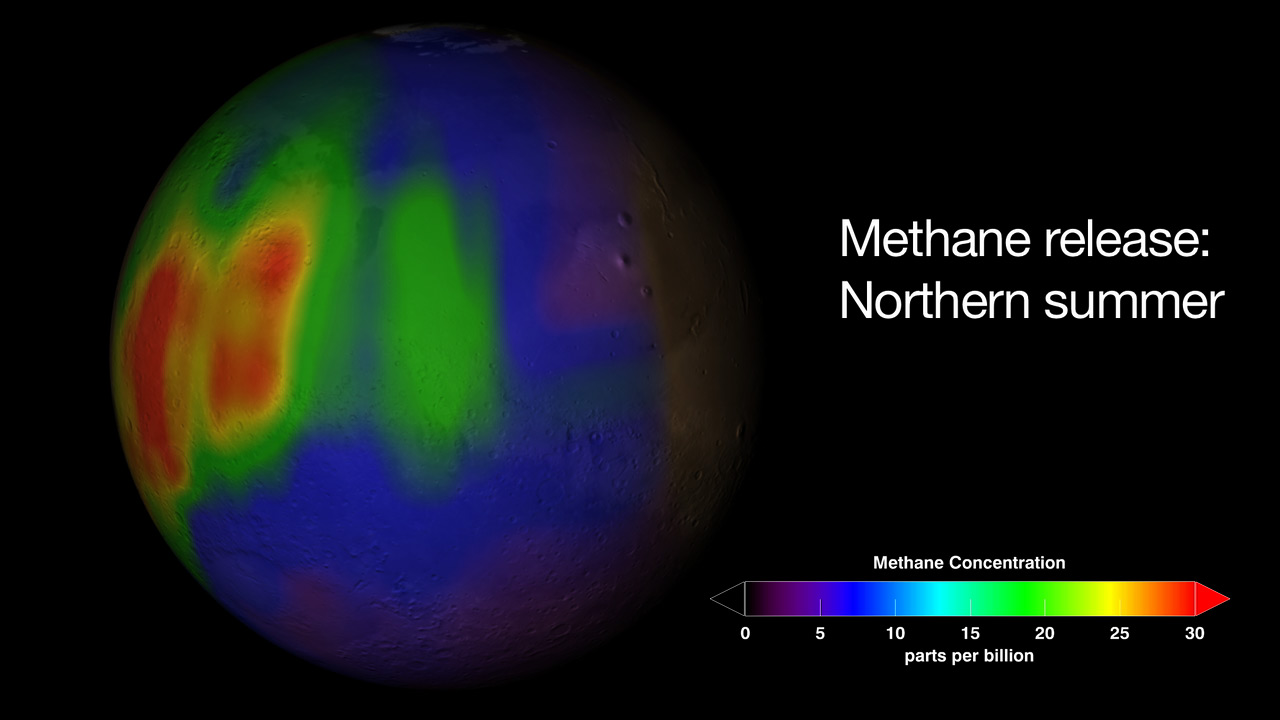
Bản đồ mêtan.

Mặc dù khí mê-tan là khí nhà kính trên Trái Đất, nhưng một lượng nhỏ đã được tuyên bố là có mặt trên Sao Hỏa sẽ có ít ảnh hưởng đến khí hậu toàn cầu của Sao Hỏa. Theo một nhóm tại Trung tâm Không gian Vũ trụ NASA Goddard năm 2003, lượng khí mê-tan (CH4) ở nồng độ vài phần tỷ (ppb) được báo cáo lần đầu tiên trong bầu khí quyển của Sao Hỏa.
Tháng 3 năm 2004, tàu vũ trụ Mars Express Orbiter và các quan sát mặt đất từ Kính viễn vọng Canada-Pháp-Hawaii cũng gợi ý về sự có mặt của mêtan trong khí quyển với nồng độ mol khoảng 10 nmol / mol. Tuy nhiên, sự phức tạp của những quan sát này đã gây ra cuộc thảo luận về độ tin cậy của các kết quả.

## Vùng khí hậu

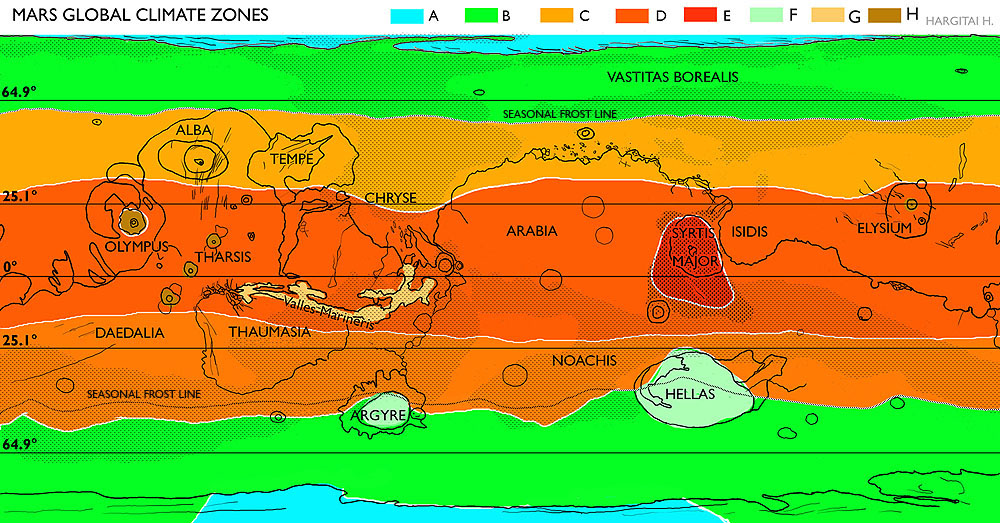
Bản đồ khí hậu của Sao Hỏa, dựa trên nhiệt độ, được phác họa bởi địa hình, albedo, bức xạ Mặt Trời.

Các khu vực khí hậu trên cạn trước tiên được Wladimir Köppen xác định dựa trên sự phân bố của các nhóm thực vật. Phân loại khí hậu cũng dựa trên nhiệt độ, lượng mưa và phân chia dựa trên sự khác biệt về phân bố theo mùa của nhiệt độ và lượng mưa; và một nhóm riêng tồn tại cho khí hậu bất thường như ở độ cao lớn. Sao Hỏa không có thảm thực vật cũng như không mưa, vì vậy bất kỳ sự phân loại khí hậu nào chỉ có thể dựa trên nhiệt độ; việc sàng lọc lại hệ thống có thể dựa trên sự phân bố bụi, hơi nước, sự xuất hiện của tuyết. Các vùng khí hậu toàn cầu cũng có thể được xác định một cách dễ dàng đối với Sao Hỏa.

## Nhiệm vụ hiện tại
Mars Odyssey năm 2001 hiện đang quay quanh Sao Hỏa và đo nhiệt độ khí quyển toàn cầu bằng công cụ TES. Tàu thăm dò Sao Hỏa hiện đang sử dụng các công cụ quan sát khí hậu thời tiết và khí hậu hàng ngày từ quỹ đạo. Một trong những công cụ của nó, máy ghi âm khí hậu của Sao Hỏa đặc biệt cho công tác quan sát khí hậu. MSL đã được đưa ra vào tháng 11 năm 2011 và đã hạ cánh trên Sao Hỏa vào ngày 6 tháng 8 năm 2012. Orbiters MAVEN, Mangalyaan và TGO hiện đang quay quanh Sao Hỏa và nghiên cứu khí quyển của nó.